# Édouard Dubern
Pour les articles homonymes, voir Dubern.
Pour les autres membres de la famille, voir Famille Dubern.
 (juin 2011).
Si vous disposez d'ouvrages ou d'articles de référence ou si vous connaissez des sites web de qualité traitant du thème abordé ici, merci de compléter l'article en donnant les références utiles à sa vérifiabilité et en les liant à la section « Notes et références ».
Édouard Dubern (Machecoul, 1818 - Calcutta, 1868), armateur, capitaine de navires et chasseur de baleines.

## Biographie
Fils d'Antoine Dubern (Nantes, 1779 - Le Havre, 1846), manufacturier et armateur, à Nantes puis au Havre, et de Jeanne Geffrier, petit-fils de Pierre Dubern, il est élevé à Nantes et au château de Léquaisière (La Garnache, Vendée), puis au Havre.
Sous la monarchie de Juillet, Édouard Dubern participe à une tentative française de colonisation de la Nouvelle-Zélande. Cette aventure débute en 1838 avec d'une part l'arrivée du Père Pompallier, fondateur de la première mission catholique de Nouvelle-Zélande et premier évêque du pays, et, d'autre part, l'achat de terres de la péninsule de Banks à des tribus locales par le chasseur de baleine français, Jean-François Langlois. À la suite de ce dernier, ses collègues armateurs et capitaines de navire Pierre Darmendaritz et Édouard DuBern, beaux-frères l'un de l'autre, investissent en Nouvelle-Zélande.
En 1839, la France accorde sa permission à l'établissement d'une colonie à Akaroa, aussi nommée Port Louis-Philippe (en l'honneur du roi Louis-Philippe). Les 63 colons arrivent sur les lieux en 1840 et fondent le premier et seul établissement français de Nouvelle-Zélande. Darmendaritz et Dubern figurent parmi eux. Ils achètent des terres aux Māori à Otakou. Édouard Dubern commande alors le navire la Sirène, avec lequel il aborde en Nouvelle-Zélande. 
La petite colonie française rivalise quelques mois avec Wellington, premier établissement britannique, également fondée en 1839 (future capitale du pays). Mais la signature en 1840 du traité de Waitangi, entre la grande majorité des chefs māori et le gouverneur Hobson, représentant de la reine Victoria, condamne le projet français. 
Quelques années plus tard les capitaines Darmendaritz et Dubern revendent leurs terres à la Compagnie de Nouvelle-Zélande. Ils poursuivent néanmoins leurs activités de pêche à la baleine dans cette partie du Pacifique.
En 1859, le navire Général d'Hautpoul, du Havre, armé et commandé par Darmendaritz, fait escale à Auckland, transportant un chargement d'huile et viande de baleine, et rapatrie en France Mgr Pompallier.
Finalement, le capitaine Dubern transporte ses activités du Havre à Pondichéry, dès 1858, puis Calcutta, vers 1860, au lendemain de la révolte des Cipayes. En octobre 1858, il commande le navire La Sirène qui fait escale à Bombay, venant de Pondichéry. Sa famille fait souche à Calcutta pour un siècle et développe d'importantes affaires industrielles au Bengale, puis en Birmanie, avec ses fils George DuBern (1850-1928) et the honorable Jules DuBern. Sa fille, Sidonie DuBern (1844-1893), a épousé en 1866 à Calcutta, André Renauleaud (1837-1910), capitaine au long cours, d'une famille protestante d’officiers de marine marchande et constructeurs de navires de Royan.
Edouard DuBern était cousin-germain d'Henry Dubern, de Jules Dubern de Boislandry et du général Eugène Dubern.